# Piama Gajděnko
Piama Pavlovna Gajděnko (rusky Пиа́ма Па́вловна Гайде́нко; * 30. ledna 1934, Mykolajivka, Stalinská oblast, Ukrajinská SSR, Sovětský svaz – 2. července 2021 v Moskvě) byla sovětská a ruská historička filozofie, doktor filozofických věd, člen korespondent RAV (2000).

## Životopis
V roce 1957 absolvovala filozofickou fakultu Moskevské státní univerzity a byla přijata do aspirantury. Roku 1962 v Moskevském obchodním institutu (dnešní Ruské ekonomické univerzitě G. V. Plechanova) obhájila kandidátskou práci na téma Filozofie M. Heideggera jako vyjádření krize současné buržoazní kultury. V letech 1962–1967 vyučovala na katedře dějin zahraniční filozofie Filozofické fakulty Lomonosovovy univerzity. V roce 1982 získala titul DrSc na základě disertační práce Evoluce pojmu vědy (rusky Эволюция понятия науки). Od roku 1988 byla v čele odboru pro filozofii vědy ve Filozofickém ústavu Ruské akademie věd.

## Odborné publikace
- Экзистенциализм и проблема культуры. — М.: Высшая школа, 1963.
- Трагедия эстетизма: опыт характеристики миросозерцания С. Киркегора. М., 1970.
  - 2-е изд. — М.: URSS, 2007.
- Философия Фихте и современность. — М.: Мысль, 1979.

Překlady do češtiny
- GAJDĚNKO, P. P. Sociologie Maxe Webera. In: KON, Igor. Dějiny buržoazní sociologie 19. a začátku 20. století. Praha: Svoboda, 1982. S. 277–335.
- BOGOMOLOV, A. S.; GAJDĚNKO, P. P. Existencialismus v Německu. In: BOGOMOLOV, A. S.; MELVIL, J. K.; NARSKIJ, I. S. Současná buržoazní filozofie. 1. vyd. Praha: Svoboda, 1978. S. 464–502.